# Praia dos Ossos
Praia dos Ossos
Praia dos Ossos é uma das mais famosas praias do balneário de Armação dos Búzios, no litoral do estado do Rio de Janeiro, no Brasil.
Seu nome vem da atividade de caça às baleias, realizada no povoado a partir de 1730 e que espalhava ossadas dos animais nas areias da praia. Trata-se, portanto, de uma praia histórica, usada por pescadores há séculos. Num dos cantos da praia, sobre um pequeno monte, ergue-se a Igreja de Sant’anna, construída a partir de 1740. Atualmente, a orla arborizada possui várias casas de pescadores reformadas.
Nos Ossos localiza-se ainda o Iate Clube Armação de Búzios.